# Эннекен, Виктор
Виктор Антуан Эннекен (фр. Victor Antoine Hennequin, в старых русских источниках Геннекен; 3 июня 1816, Париж — 10 декабря 1854, Париж) — французский политический и общественный деятель, адвокат, редактор и публицист. Известный оратор.
Сын политика и адвоката Антуана Эннекена. С 1838 года работал адвокатом в Париже.
Под влиянием учения Шарля Фурье вместе с Виктор Консидераном стал одним из горячих пропагандистов его идей, выступал за «примирение классов» путём создания ассоциации производителей. Путешествовал по всей Франции, читая лекции на социально-общественные темы. Живо интересовался религиозными проблемами и защищал идею о союзе между католической церковью и социализмом.
Редактировал газету «La Démocratie pacifique».
Крайне левый политик. Социалистический демократ. Был депутатом Национального собрания Франции от департамента Сона и Луара (1850—1851).
Во время государственного переворота во Франции 2 декабря 1851 года был арестован за участие в протестах и содержался в заключении.
После этого, в сочинениях «Спасите род людской» (фр. Sauvons le genre humain; 1853), «Religion» и других, стал явно склоняться к мистицизму и отрекаться от политических убеждений своей молодости, посвятил себя спиритуализму.
Некоторые комментаторы считают, что он в конце жизни сошёл с ума.

## Важнейшие сочинения
- «Féodalité ou association» (1846),
- «Organisation du travail» (1847)
- Первый выпуск задуманной им всеобщей истории права под названием «Introduction à l'étude de la législation française».